# Сауль, Пеэтер Вольдемарович
Пе́этер Во́льдемарович Са́уль (эст. Peeter Saul, 26 января 1932, Таллин, Эстония — 2 июля 2014, Таллин, Эстония) — советский и эстонский пианист, дирижёр и аранжировщик. Народный артист Эстонской ССР (1981).

## Биография
Пеэтер Сауль родился в Таллине в 1932 году.
Жил в микрорайоне Кадриорг. В молодости был чемпионом Эстонии по боксу. В 70-ти сыгранных матчах Пеэтер Сауль одержал победу 66 раз.
В 1947–1958 годах играл на фортепиано в ресторанах, в 1948–1951 — на контрабасе в составе ансамбля «Swing Club». 
В 1950 году окончил Таллинскую музыкальную школу по двум специальностям: «фортепиано» (преподаватель Ирмгард Каудре) и «теория музыки» (преподаватель Карл Силлакиви). В 1950–1953 годах учился на строительном факультете Таллинского Политехнического института. С 1957 по 1961 год учился по специальности «фортепиано» в Таллинской государственной консерватории (класс Бруно Лука).
С 1954 года более 30 лет играл на фортепиано в ансамбле Эмиля Лаансоо.
В 1970 году окончил Таллинскую консерваторию по специальности «дирижирование духовым оркестром» (класс Яана Кяэрамеэса и Эльмара Пеяске), в 1971—1973 годах повышал квалификацию в Ленинградской консерватории (заочно, руководитель Илья Мусин).
С 1960 по 1964 год был дирижёром Национального филармонического оркестра Эстонской ССР, с 1964 по 1998 год — Оркестра Эстонского радио и телевидения (с 1993 года — Эстрадный оркестр Эстонского радио), с 1977 по 1998 год — главный дирижёр. В 1969, 1970 и 1976 годах оркестр сопровождал международную эстрадную программу «Мелодии друзей», которая исполнялась во многих городах СССР. Концерты давались и за границей, в том числе в 1968 и 1983 годах в ГДР, в 1978 и 1987 годах — на Днях Таллина в Котка, с 1965 года оркестр выступал на совместных концертах Эстонского радио и Финского радио «Sävelsilta», с 1980 года — на концертах новогодней музыки Эстонского радио.
В начале 1980-х годов Сауль, руководя Эстрадно-симфоническим оркестром Всесоюзного радио и ЦТ СССР, записал композицию «Пьеса» на тему песни Исаака Дунаевского «Тихо, всё тихо» из фильма «Весна», которая использовалась в заставках окончания эфира всех шести программ ЦТ в 80-х годах.
За свою творческую жизнь он сотрудничал более чем с 60 симфоническими оркестрами по всему миру. Сделал 5000 аранжировок для разных оркестров. Ставил оперы и оперетты.
С 1970 года часто был приглашённым дирижёром Эстрадного оркестра Московского радио, с 1976 года часто дирижировал в Финляндии почти всеми крупными симфоническими оркестрами страны. В 1997 году дирижировал московскими филармонистами в Большом зале Московской государственной консерватории, в 1978—1983 годах — опереточными постановками в театрах «Эстония» и «Ванемуйне». Участвовал в зарубежных гастролях Хеэли Ляэтс в качестве концертмейстера.
Фонд Эстонского национального телерадиовещания содержит 1422 записи, связанные с именем Пеэтера Сауля.
Был членом Центристской партии Эстонии с 1998 года.
Умер 2 июля 2014 года в Таллине в возрасте 82 лет. Похоронен на таллинском кладбище Метсакальмисту. Могила охраняется государством.

## Семья
Отец — Вольдемар Сауль, учитель по скрипке. Мать — Линда Сауль, дирижёр и учитель по вокалу.
 
Брат — Ян Сауль, эстонский актёр.

Жена — Хели Ляэтс (1932—2018) — оперная певица (меццо-сопрано), народная артистка Эстонской ССР (1976). В совместном браке прожили 56 лет.
 
Сыновья — Карл и Индрек.

## Награды
- 1973 — Заслуженный деятель культуры эстонской ССР[2].
- 1981 — Народный артист Эстонской ССР[2].
- 2004 — Гербовый знак Таллина[12].
- 2006 — Орден Белой Звезды IV степени[13].

## Комментарии
1. ↑  Финские топонимы, оканчивающиеся на -а, не склоняются и не имеют женского рода